# Tropico 6
Tropico 6 es un videojuego de construcción, administración y simulación política de la serie Tropico, desarrollado por Limbic Entertainment, publicado por Kalypso Media y anunciado en E3 2017. Tropico 6 se lanzó para Microsoft Windows, macOS y Linux el 29 de marzo de 2019, y en las consolas PlayStation 4 y Xbox One el 27 de septiembre de 2019.

## Jugabilidad
Al igual que en los otros juegos de la serie, el jugador asume el papel de "El Presidente", el líder de la nación caribeña de Tropico. De manera similar a Tropico 5, existen cuatro eras: la era colonial, la era de las guerras mundiales, la era de la guerra fría y la era moderna. A diferencia de los juegos anteriores de la serie, donde Tropico consistía en una sola isla, Tropico 6 permite a los jugadores construir en un archipiélago de islas más pequeñas, lo que permite a los jugadores construir puentes (en la era de las Guerras Mundiales y más adelante) desde su isla de partida hasta las otras islas de la cadena. Según el diseñador sénior de contenido Johannes Pfeiffer, Tropico 6 tendrá ciudadanos «totalmente simulados», donde las acciones del gobierno de El Presidente hacia la ciudadanía podrían tener un efecto en la productividad y posiblemente incluso provocar una revuelta. Además de personalizar su propio El Presidente (ya sea masculino o femenino), los jugadores también pueden personalizar el palacio presidencial.

## Recepción
El juego recibió una calificación «generalmente favorable» de los críticos en el sitio web de revisión de agregación Metacritic; la versión para PC recibió una calificación de 78/100 según 43 comentarios. Tropico 6 fue el juego de mayor venta en la franquicia, generando unos ingresos un 50% más altos que los del debut de Tropico 5.